# Jordklöver
Jordklöver (Trifolium campestre Schreb.) är en art i familjen ärtväxter.

## Beskrivning
Jordklöver är en ettårig ört som blommar hela sommaren. Blommorna är gula när de slår ut men blir sedan allt brunare. Kronan är 4 – 5 mm lång.
Fruktbaljan sitter inuti blomkronan.

## Förväxlingsarter[1]
- Trådklöver, Trifolium dubium Sibth.

Skiljetecken är att trådklöver är något mindre och spädare än jordklöver och har högst 15 blommor i kronan, medan jordklöver kan ha 20 eller fler. Kronan är 3 mm stor.
- Gullklöver, Trifolium aureum

Skiljetecken är att gulklöver är större än jordklöver och har oskaftade småblad. Dess krona är 6 – 7 mm lång.
- Humlelusern, Medicago lupulina

Skiljetecken är att gullklöverns blommor faller av när de är utblommade; på jordklöver sitter de länga kvar som bruna bollar. Småbladen är uddspetsiga, på jordklöver äggrunda.

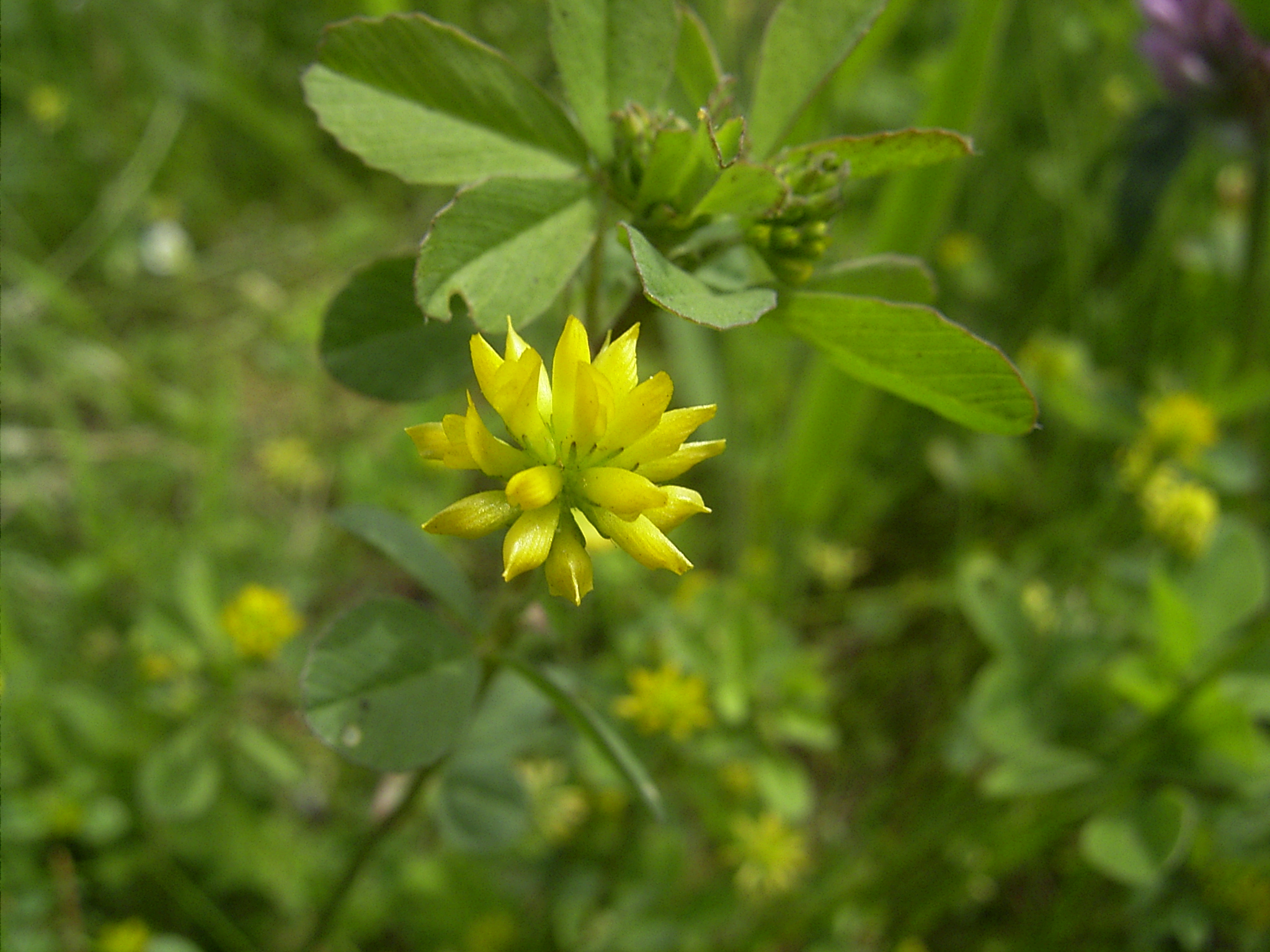
Trådklöver
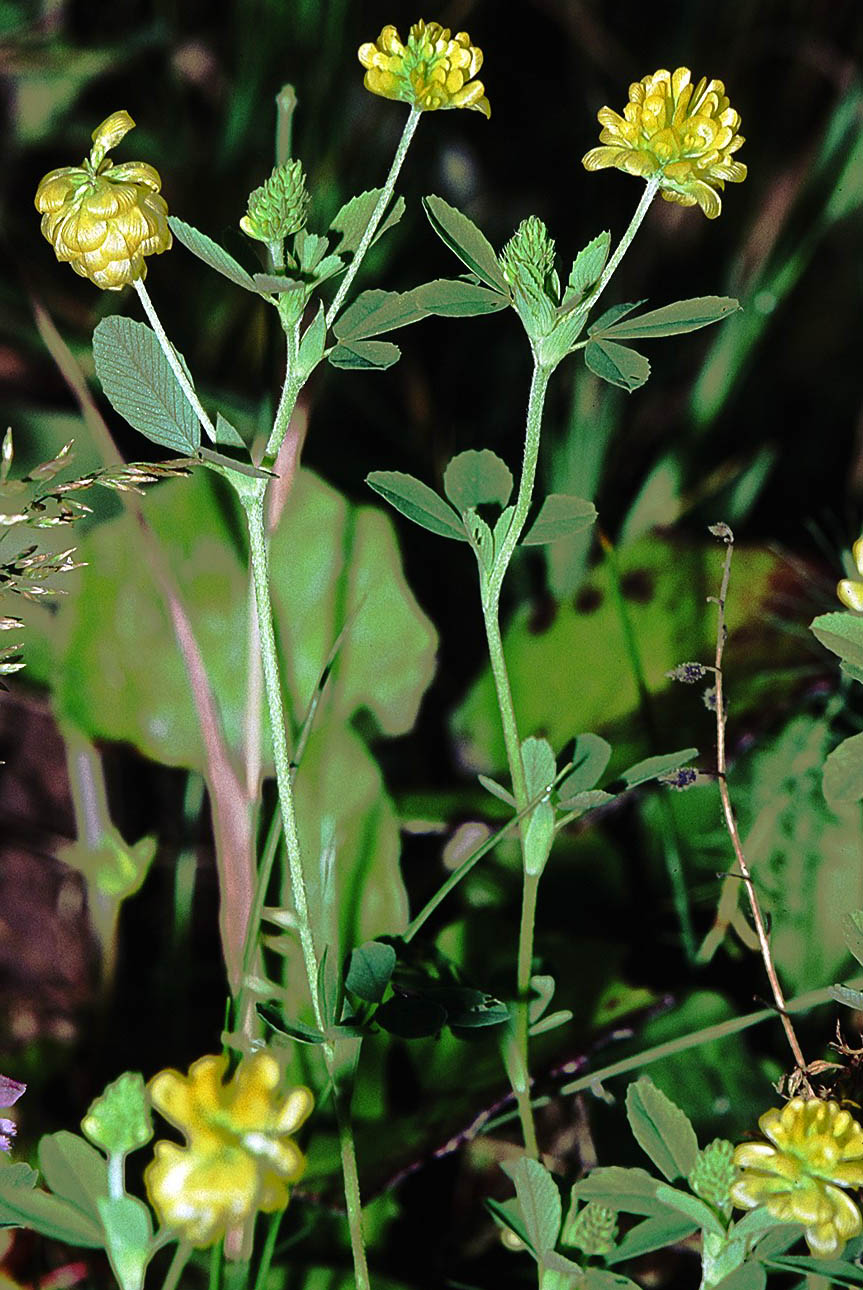
Gullklöver
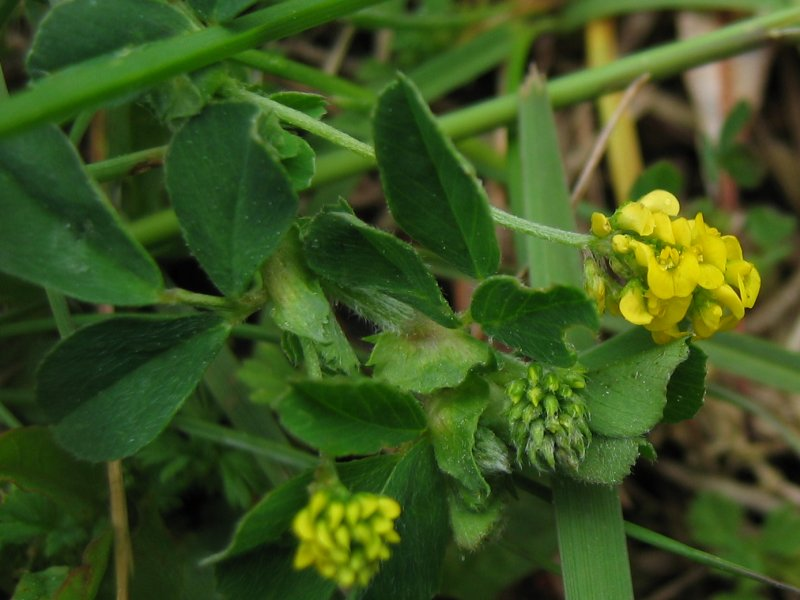
Humlelusern

## Habitat
Jordklöver är vanlig i större delen av Europa och längs Medelhavskusten i Afrika.
Förekommer i Nordamerika, men är inte ursprunglig där.
I Sverige finns jordklöver huvudsakligen söder en linje Mälaren – norra Vänern. Sällan norr om Uppland. Saknas Småländska höglandet.

### Utbredningskartor
- Norden
- Norra halvklotet

## Biotop
Trivs på kalkrik, torr och öppen mark. 

## Etymologi
- Trifolium betyder blad med tre flikar
- Artnamnet campestre kommer från det latinska ordet campus som betyder fält eller slätt[2] och avser växtplatsen.